# Bruchidius prolongatus
Bruchidius prolongatus là một loài bọ cánh cứng trong họ Bruchidae. Loài này được Lukjanovitsch & Ter-Minassian miêu tả khoa học năm 1954.